# Überetsch-Unterland

Die Gemeinden der Bezirksgemeinschaft Überetsch-Unterland in Südtirol farblich markiert: das Unterland in Rot, das Überetsch in Blau, die sonstigen Gemeinden der Bezirksgemeinschaft in Orange

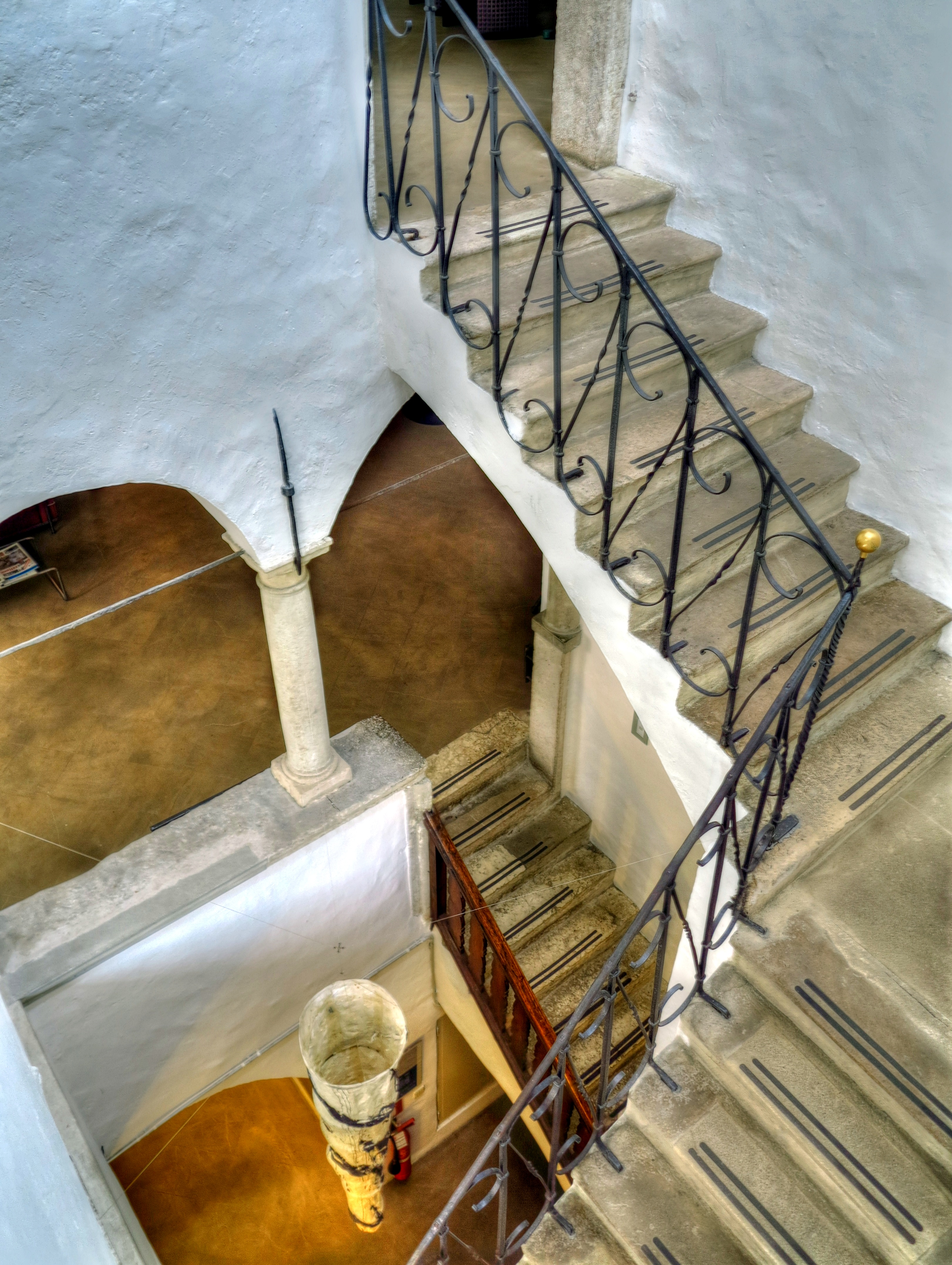
Sitz der Bezirksgemeinschaft in Neumarkt

Die Bezirksgemeinschaft Überetsch-Unterland (italienisch Comunità comprensoriale Oltradige-Bassa Atesina) ist ein Zusammenschluss von 18 Gemeinden, die sich größtenteils im Überetsch und im Unterland im Süden von Südtirol (Italien) befinden. Präsident der Bezirksgemeinschaft ist der aktuelle Bürgermeister von Terlan Hansjörg Zelger.
Die Einwohnerzahl beträgt ca. 78.000 (Stand 2022), die Fläche beläuft sich auf 424 km². Hauptort der Gemeinschaft ist Neumarkt.
Die drei großen Standbeine der Wirtschaft sind Weinbau (rund 37 km² Anbaufläche), Obstbau (rund 65 km², großteils Apfelproduktion) und Tourismus.
Die Gemeinden im Überetsch sind Eppan und Kaltern, jene im Unterland Aldein, Altrei, Auer, Branzoll, Kurtatsch, Kurtinig, Leifers, Margreid, Montan, Neumarkt, Pfatten, Salurn, Tramin und Truden. Obwohl außerhalb von Unterland und Überetsch gelegen gehören auch Andrian und Terlan zur Bezirksgemeinschaft.